# 누마쿠라 마나미
누마쿠라 마나미(일본어: 沼倉 愛美 ぬまくら まなみ[*], 1988년 4월 15일 ~ )는 일본의 여성 성우이자 가수이다. 소속사는 아트비전이다. 대표작으로 가나하 히비키 역을 맡은 아이돌마스터 시리즈가 있다. 다른 출연작으로는 러브라보, 하나야마타, 다가시카시 등이 있다. 2016년에 가수로 솔로 데뷔하여 마법소녀 육성계획의 오프닝곡을 담당했다.

## 이력
누마쿠라 마나미는 2008년 아이돌마스터 시리즈의 오디션을 통해 가나하 히비키 역으로 데뷔했다. 2009년 은혼에서 조연으로 첫 애니메이션 녹음을 시작하여, 2011년 THE IDOLM@STER 애니메이션에서 가나하 히비키 역으로 첫 주연을 맡았다.
누마쿠라 마나미는 2012년 블랙★록 슈터의 코하타 아라타 역, 아이 엠 스타!의 유리 역을 맡았다. 2013년 러브라보의 쿠라하시 리코 역을 맡았다. 이 시기 후치가미 마이, 야마무라 히비쿠와 함께 성우 유닛 Trident를 결성하고 음악 공연을 시작했다. 2014년 극흑의 브룬힐데의 토코우 나나미, 하나야마타의 토키와 마치 역을 맡았다. 2015년 니세코이의 폴라 맥코이 역을 맡았다. 2016년 다가시카시의 엔도 사야 역, 마법소녀 육성계획의 리플 역을 맡았다. Trident는 2016년 라스트 앨범을 발매하고 마쿠하리 멧세에서 파이널 라이브를 한 후 해체했다.
누마쿠라 마나미는 2016년 플라잉 독 레이블에서 솔로 가수로 데뷔했다. 첫 싱글 외쳐라(叫べ)가 2016년 11월 2일에 발매되었으며, 타이틀곡은 마법소녀 육성계획의 오프닝곡으로 사용되었다. 두 번째 싱글 Climber's High!는 2017년 2월 8일에 발매되었다. 누마쿠라 마나미의 팬클럽 AREA NU가 2017년 4월에 세워졌으며, 2017년 7월 14일에 첫 앨범인 My LIVE가 발매되었다. 누마쿠라 마나미는 2016년 애니멜로 서머 라이브와 2018년 ANIMAX MUSIX 라이브에도 출연했다. 2019년 2월 20일에 두 번째 앨범 아이(アイ)가 발매되었다. 2019년 4월 6일부터 2nd 라이브 투어를 개최하여 중화민국 등 4개 장소에서 공연을 했으며, 이는 누마쿠라 마나미의 첫 해외 단독 공연이 되었다.
2019년 11월 25일, 누마쿠라 마나미는 2020년 2월 12일에 컴플리트 앨범 다 함께!(みんなで!)를 발매하고, 2020년 2월 16일에 라스트 라이브를 한 후 솔로 가수 활동을 종료하며, 성우 활동은 계속할 것이라고 발표했다. 팬클럽은 2020년 3월에 운영이 종료되었다.

## 인물
누마쿠라 마나미는 고등학교 때 친구에게 빌린 라디오 드라마 CD를 듣고 성우가 되기로 결심했다. 이 때 건담 시리즈의 팬이 되었으며, 이것이 성우가 되는 결심에 영향을 주었다고 이후 언급하기도 했다.
반다이 남코 게임즈의 시뮬레이션 게임 아이돌마스터 시리즈 중 THE IDOLM@STER SP에서 가나하 히비키 역으로 발탁되어 주목을 받았다. 데뷔작인 THE IDOLM@STER SP의 오디션에서 ETERNAL WIND ~미소는 빛나는 바람 속에~(일본어: ETERNAL WIND〜ほほえみは光る風の中〜)를 불러 합격했다.
765PRO ALLSTARS 소속 성우들 중 최연소이다. 별명이 여럿 있는데, '누누(일본어: ぬーぬー)'를 시작으로 여기서 파생된 '누(일본어: ぬー)', 타케타츠 아야나가 지어주어 널리 퍼진 '누상(일본어: ぬーさん)', 하나자와 카나가 지어준 '액터즈스쿨(일본어: アクターズスクール)' 등이 있다.
좋아하는 만화와 애니메이션 작품으로 건담 시리즈, 공각기동대, 은하영웅전설을 들었다.
취미는 뜨개질이다. 2017년의 인터뷰에 따르면 좋아하는 음식은 일본주, 취미는 등산이며, 참기 대회를 하기도 한다.
친한 성우로 이마이 아사미, 시모다 아사미, 아사쿠라 아즈미, 하라 유미, 타도코로 아즈사 등을 들었다. 삶에서 소중한 만남이 된 인물으로는 고등학교 때의 담임, 성우 양성소의 강사, 아이돌마스터 시리즈의 키쿠타 히로미(일본어: 菊田浩巳) 음향감독의 3명을 들었다.
2019년 10월 23일에 누마쿠라 마나미와 동료 성우 오사카 료타의 결혼이 발표되었다.

## 출연작
- 굵은 글씨는 주연

### TV 애니메이션
2009년
- 은혼 (학생 A, 아이 E)

2010년
- 신만이 아는 세계 (히비키)
- 토가이누의 피 (온천집 아들)
- 하나마루 유치원 (켄지)
- Angel Beats! ANOTHER EPILOGUE (NPC 여자 C)

2011년
- 도라에몽 (여자아이 A)
- 마요치키! (여학생)
- 마켄키 (메이드 점장)
- 부르잖아요, 아자젤 씨. (여점원)
- 스켓 댄스 (스키사키 아야노)
- 일상 (친구)
- 타마유라 (히로노 쇼코)
- 토끼 드롭스 (보육사)
- 하느님의 메모장 (여자 A)
- THE IDOLM@STER (가나하 히비키[36])

2012년
- 모야시몬 (A. 소예, 효모)
- 백곰카페 (미즈키)
- 블랙★록 슈터 (코하타 아라타[37])
- 아이 엠 스타! (2012년 ~ 2016년, 유리)
- 여름색 기적 (아사노, 여자, 아나운서, 리더)

2013년
- 러브라보 (쿠라하시 리코[38])
- 어떤 과학의 초전자포 S (쿠사카베 유미)

2014년
- 극흑의 브룬힐데 (토코우 나나미[39])
- 시로바코 (이구치 유미, 포피, 언니, 노아, 마무리 담당, 하나마키)
- 악마의 리들 (타케치 오토야[40])
- 우리들은 모두 카와이네 (하야시)
- 하나야마타 (토키와 마치[41])

2015년
- 니세코이 (폴라 맥코이[42])
- 쇼 바이 락!! (레토리[43][44][45])
- 암살교실 (2015년 ~ 2016년, 나카무라 리오[46])
- 오버로드 (2015년 ~ 2018년, 나베랄 감마[47][48])
- 울려라! 유포니엄 (2015년 ~ 2016년, 오마에 마미코, 관현악부원)

2016년
- 다가시카시 (엔도 사야[49][50])
- 마법소녀 육성계획 (리플[51])
- 홍각의 판도라 (클라리온[52])

2017년
- 결벽남자! 아오야마군 (카나)
- 마법사의 신부 (미나)
- 오소마츠상 (아이)

2018년
- 건담 빌드 다이버즈 (아야메[53])
- 슬로우 스타트 (에나미 키요세)
- 신칸센 변형로보 신카리온 (오가 아키타)
- 요괴워치 섀도우 사이드 (수수께끼의 목소리, 유녀 거미)
- 유루캠Δ (친구)
- 음악소녀 (치토세 하루[54])
- 페어리 테일 (2018년 ~ 2019년, 브랜디쉬 뮤[55])
- RELEASE THE SPYCE (한조몬 유키[56])

2019년
- 노 건즈 라이프 (메리 스타인버그[57])
- 우리 딸을 위해서라면, 나는 마왕을 쓰러뜨릴 수 있을지 몰라 (리타[58])
- 진격의 거인 (2019년 ~ 2021년, 차력 거인, 피크 핑거[59])
- 케모노 프렌즈 2 (고릴라)
- 닥터 스톤 (2019년 ~ 2021년, 코하쿠[60][61][62])

2020년
- 신 사쿠라 대전 (랜슬롯)
- 아다치와 시마무라 (히노[63])
- 아이카츠 온 퍼레이드! (유리)
- 프린세스 커넥트! Re:Dive (타마키[64])
- 진격의 거인 파이널 1쿨 (피크 핑거)

2021년
- 도쿄 리벤저스 (다치바나 료코)
- 슬라임을 잡으면서 300년, 모르는 사이에 레벨 MAX가 되었습니다 (바알제붑[65])
- 전생했더니 슬라임이었던 건에 대하여 (히나타[66])

2022년
- 진격의 거인 파이널 2쿨 (피크 핑거)

### 극장 애니메이션
- 아이 엠 스타! (2014년 ~ 2016년, 유리)
- THE IDOLM@STER MOVIE 빛의 저편에! (2014년, 가나하 히비키[67])
- 공각기동대 신극장판 (2015년, 유년기의 츠무기[68])
- 음악소녀 (2015년, 치토세 하루[69])
- 극장판「암살교실」365일의 시간 (2016년, 나카무라 리오)
- 오버로드 (2017년, 나베랄 감마)
- 극장판 오버로드 칠흑의 영웅 (2017년, 나베랄 감마)
- 울려라! 유포니엄 (2017년 ~ 2019년, 오마에 마미코[70])
- 극장판 신칸센 변형로보 신카리온: 미래로부터 온 신속의 ALFA-X (2019년, 오가 아키타)
- 시로바코 (2020년, 이구치 유미,[71] 노아[72])
- 아이엠스타! 10주년 극장판 -미래로의 스타웨이- (2023년, 토도 유리카)
- 진격의 거인 더 라스트 어택 (2024년, 피크)

### OVA
- THE IDOLM@STER SHINY FESTA (2014년, 가나하 히비키)
- 니세코이 (2015년, 폴라 맥코이)
- 은하영웅전설 Die Neue These (2019년, 엘리자베트 폰 브라운슈바이크)

### 웹 애니메이션
- 푸치마스! -PETIT IDOLM@STER- (2013년 ~ 2014년, 가나하 히비키, 치비키,[73][74] 메카 하루카, 덴)
- 건담 빌드 다이버즈 Re:RISE (2020년, 아야메)

### 게임
2008년
- THE IDOLM@STER SP (가나하 히비키)

2009년
- THE IDOLM@STER Dearly Stars (가나하 히비키)

2011년
- THE IDOLM@STER 2 (가나하 히비키)

2012년
- 엘크로네의 아틀리에 (카야[75])
- THE IDOLM@STER SHINY FESTA (가나하 히비키[76])

2013년
- 아이돌마스터 밀리언 라이브! (가나하 히비키[77])
- 아이돌마스터 신데렐라 걸즈 (가나하 히비키)
- 아이 엠 스타! (유리)

2014년
- 그라나도 에스파다 (미레유)
- 바하무트 - 배틀 오브 레전드 (루루[78])
- 아이돌마스터 원 포 올 (가나하 히비키[79]）
- 하나야마타 요사코이 LIVE! (토키와 마치[80])

2015년
- 프린세스 커넥트! (미야사카 타마키)

2016년
- 아이돌마스터 플래티넘 스타즈 (가나하 히비키[81])
- 하얀고양이 프로젝트 (토와 쿠온[82])

2017년
- 데스티니 차일드 (다이아나)
- 아이돌마스터 밀리언 라이브! 시어터 데이즈 (가나하 히비키)
- 아이돌마스터 스텔라 스테이지 (가나하 히비키[83])

2018년
- 벽람항로 (도셋셔, 벤슨, 쉬르쿠프, 소비에츠카야 러시아)
- 세븐나이츠 (아멜리아[84])
- 쇼 바이 락!! (레토리)
- 프린세스 커넥트! Re:Dive (타마키,[85] 미야사카 타마키)

2019년
- 소녀전선 (FP-6,[86] AN-94)
- 신 사쿠라 대전 (랜슬롯[87])
- 아이카츠 온 퍼레이드! (유리)

2021년
- 아이돌마스터 스탈릿 시즌 (가나하 히비키[88])
- 아이돌마스터 팝 링크스 (가나하 히비키[89])

### 더빙
- 고스트 & 크라임 시즌 5 2화
- 아이칼리 25화
- 퍼시픽 7화

### 라디오
※은 인터넷 라디오
- THE IDOLM@STER STATION!!! (2009년 ~ 2013년, 라디오 오사카)
- 타케타츠・누마쿠라의 하츠라지! (竹達・沼倉の初ラジ!) (2009년 ~ 현재, 초!A&G+※)
- THE IDOLM@STER STATION!!+ (2013년 ~ 2014년, 초!A&G+※)
- 러브라보RADIO (2013년 ~ 2014년, 호쿠리쿠 방송, 기후 방송, HiBiKi Radio Station※)
- THE IDOLM@STER STATION!!! (2014년 ~ 2018년, 니코니코 생방송※)
- 마방송녀 육성계획 (2016년 ~ 2017년, 온센※)
- THE IDOLM@STER MUSIC ON THE RADIO (2018년 ~ 현재, 니코니코 생방송※)[90]

## 음반 활동

### 싱글
|            | 발매일           | 제목                   | 규격상품번호 | 규격상품번호 | 오리콘 차트 최고 순위 |
| 초회한정판 | 발매일           | 제목                   | 통상판       |              | 오리콘 차트 최고 순위 |
| ---------- | ---------------- | ---------------------- | ------------ | ------------ | --------------------- |
| 1st        | 2016년 11월 2일  | 외쳐라(叫べ)           | VTZL-116     | VTCL-35243   | 19위                  |
| 2nd        | 2017년 2월 8일   | Climber's High!        | VTZL-122     | VTCL-35254   | 20위                  |
| 3rd        | 2018년 6월 6일   | 채 -color-(彩 -color-) | VTZL-145     | VTCL-35277   | 25위                  |
| 4th        | 2018년 10월 31일 | Desires                | VTZL-149     | VTCL-35290   | 23위                  |

### 한정 싱글
| 발매일          | 제목                | 판매 형태                                                 | 규격상품번호 |
| --------------- | ------------------- | --------------------------------------------------------- | ------------ |
| 2018년 4월 15일 | Come on New World!! | '누민의 모임(ぬー民の集い)' 현장 한정                     | VTNU-00001   |
| 2018년 9월 29일 | 우리들(わたしたち)  | '누민의 모임 -두번째-(ぬー民の集い -にかいめ-)' 현장 한정 | VTNU-00002   |

### 앨범
|            | 발매일          | 제목                 | 규격상품번호                | 규격상품번호 | 오리콘 차트 최고 순위 |
| 초회한정판 | 발매일          | 제목                 | 통상판                      |              | 오리콘 차트 최고 순위 |
| ---------- | --------------- | -------------------- | --------------------------- | ------------ | --------------------- |
| 1st        | 2017년 6월 14일 | My LIVE              | VTZL-129（A） VTZL-130（B） | VTCL-60452   | 7위                   |
| 2nd        | 2019년 2월 20일 | 아이(アイ)           | VTZL-155                    | VTCL-60482   | 31위                  |
| 베스트     | 2020년 2월 12일 | 다 함께!(みんなで！) |                             | VTZL-168     | 30위                  |